# Lakeside Village
Lakeside Village es un lugar designado por el censo ubicado en el condado de Comanche en el estado estadounidense de Oklahoma. En el Censo de 2020 tenía una población de 162 habitantes y una densidad poblacional de 163,64 habitantes por km². Fue incluido como CDP en el censo de 2020.

## Geografía
Lakeside Village se encuentra ubicado en las coordenadas 34°47′58″N 98°22′26″O / 34.79944, -98.37389. Según la Oficina del Censo de los Estados Unidos,  tiene una superficie total de 0,99 km², de la cual 0,73 km² corresponden a tierra firme y 0,26 km² a agua.